# Deutschland sucht den Superstar/Staffel 19
Die 19. Staffel der deutschen Gesangs-Castingshow Deutschland sucht den Superstar wurde vom 22. Januar 2022 bis zum 7. Mai 2022 bei RTL ausgestrahlt. Nach knapp 20 Jahren war dies die erste Staffel ohne Dieter Bohlen. Außerdem moderierte Marco Schreyl nach zehn Jahren wieder die Liveshows. Der 21-jährige Harry Laffontien wurde Sieger der Staffel und gewann 100.000 Euro Preisgeld.

## Jury
Neben Florian Silbereisen saßen Ilse DeLange und Toby Gad in der Jury. Der Vertrag mit Dieter Bohlen als Juror war von RTL nicht verlängert worden. Gastjuror in der ersten Liveshow war Thomas Anders, in der zweiten Liveshow Sarah Engels, in der dritten Liveshow sowie dem Finale Let’s-Dance-Juror Joachim Llambi.

## Ablauf
Die zehn Casting-Folgen wurden jeweils samstags – zwei Folgen auch dienstags – ausgestrahlt. Am Ende jeder Casting-Folge fand ein Recall statt, bei welchem die Jury entschied, wer einen der 25 Plätze im Auslands-Recall einnimmt. Danach wurden vier Recall-Folgen aus verschiedenen Städten im italienischen Apulien gezeigt; anschließend fanden vier Live-Shows statt.

## Kandidaten im Italien-Recall
| Kandidat                  | Alter | Wohnort                 | Berufstätigkeit                                | Anmerkungen | Ausgeschieden in               |
| ------------------------- | ----- | ----------------------- | ---------------------------------------------- | --- | ------------------------------ |
| Harry Marcello Laffontien | 21    | Hiddenhausen            | Artist                                         | Sieger der Staffel | –                              |
| Amber van den Elzen       | 20    | Gemert                  | Studentin                                      | Schwester von Laura van den Elzen, Zweitplatzierte | Finale                         |
| Melissa Mantzoukis        | 18    | Ingolstadt              | Auszubildende                                  | | Finale                         |
| Gianni Laffontien         | 17    | Hiddenhausen            | Artist                                         | Kandidat bei DSDS-Kids | Finale                         |
| Dominik Simmen            | 22    | Kiel                    | Psychologiestudent                             | Eigentlich in Folge 14 ausgeschieden; erhielt durch den Ausschluss von Mechito al Kadri jedoch die Möglichkeit, in der ersten Live-Show dessen Platz einzunehmen; gewann im Duell gegen Emine.                            | Liveshow 3 Halbfinale          |
| Melissa Turan             | 23    | Wiesloch                | Make-up Artist                                 | | Liveshow 3 Halbfinale          |
| Din Omerhodzic            | 24    | Frankfurt am Main       | Medizinstudent                                 | | Liveshow 2                     |
| Tina Umbricht             | 23    | Gränichen               | Mitarbeiterin in einem Handy-Laden             | Kandidatin bei DSDS 2015 und The Voice of Switzerland 2020 | Liveshow 2                     |
| Abigail Nova Campos       | 17    | Leipzig                 | Schülerin                                      | Goldene CD von Florian Silbereisen, Kandidatin bei The Voice Kids | Liveshow 1                     |
| Domenico Tarantino        | 24    | Hamburg                 | Mitarbeiter in einer Bank                      | Goldene CD von Ilse DeLange | Liveshow 1                     |
| Emine Knapczyk            | 18    | Berlin                  | Auszubildende                                  | Goldene CD von Toby Gad. Eigentlich in Folge 14 ausgeschieden; erhielt durch den Ausschluss von Mechito al Kadri jedoch die Möglichkeit, in der ersten Live-Show dessen Platz einzunehmen, verlor im Duell gegen Dominik. | Liveshow 1                     |
| Mechito al Kadri          | 29    | München                 | Mitarbeiter in einem orientalischen Restaurant | verstieß gegen die Regeln von RTL für die DSDS-Teilnahme | Disqualifikation nach Folge 14 |
| Arian Golic               | 25    | Buchen                  |                                                | freiwillig zurückgetreten | Folge 13                       |
| Giorgia Borzellino        | 23    | Mannheim                | Aushilfe in einer Pizzeria                     | in Italien geboren | Folge 13                       |
| Raphaela Spirydowicz      | 27    | Augsburg                | Mitarbeiterin in einer Boutique                | | Folge 13                       |
| Tizian Hugo               | 22    | Freiburg                | Einzelhandelskaufmann                          | | Folge 13                       |
| Abdul Faizan              | 20    | Koblenz                 | Auszubildender                                 | ursprünglich aus Afghanistan | Folge 12                       |
| Barto Michalek            | 24    | Wernau                  |                                                | | Folge 12                       |
| Charline Rausch           | 23    | Koblenz                 |                                                | | Folge 12                       |
| Lisa Hettinger            | 20    | Wincheringen            | Studentin                                      | | Folge 12                       |
| Luisa Santos de Jesus     | 20    | Bremen                  | Auszubildende                                  | Kandidatin bei Das Supertalent | Folge 12                       |
| Anna Rückemann            | 28    | Mannheim                | Krankenschwester                               | | Folge 11                       |
| Anne-Sophie Kieseler      | 28    | Elmenhorst-Lichtenhagen |                                                | Kandidatin bei The Voice of Germany | Folge 11                       |
| Daniel Muhadzeri          | 25    | Wien                    | Friseur                                        | | Folge 11                       |
| Julia Haß                 | 20    | Hamburg                 | Verkäuferin                                    | | Folge 11                       |

## Liveshows

### Kandidaten
Von den letzten zwölf Kandidaten wurden zehn für die Liveshows ausgesucht. Da Mechito al Kadri, der ursprünglich zu den Top 10 gehörte, nach Verstößen gegen die Prinzipien von DSDS, RTL und der UFA aus dem Wettbewerb ausgeschlossen wurde, traten die beiden ausgeschiedenen Kandidaten Emine Knapczyk und Dominik Simmen in der 1. Liveshow in einem Gesangsduell um den letzten Platz in den Top 10 an, das Simmen gewann.
| Platz | Kandidat            | Alter | Ausgeschieden in      | Motto                                     |
| ----- | ------------------- | ----- | --------------------- | ----------------------------------------- |
| 1.    | Harry Laffontien    | 21    | Sieger                | Staffelhighlight Lieblingssong Siegersong |
| 2.    | Amber van den Elzen | 20    | Finale 7. Mai         | Staffelhighlight Lieblingssong Siegersong |
| 3.    | Melissa Mantzoukis  | 18    | Finale 7. Mai         | Staffelhighlight Lieblingssong Siegersong |
| 4.    | Gianni Laffontien   | 17    | Finale 7. Mai         | Staffelhighlight Lieblingssong Siegersong |
| 5.    | Dominik Simmen      | 23    | 3. Liveshow 30. April | The Power of Love                         |
| 6.    | Melissa Turan       | 24    | 3. Liveshow 30. April | The Power of Love                         |
| 7.    | Din Omerhodzic      | 25    | 2. Liveshow 23. April | Movie Night                               |
| 8.    | Tina Umbricht       | 23    | 2. Liveshow 23. April | Movie Night                               |
| 9.    | Abigail Nova Campos | 18    | 1. Liveshow 16. April | 80er-Jahre                                |
| 10.   | Domenico Tarantino  | 25    | 1. Liveshow 16. April | 80er-Jahre                                |
| 11.   | Emine Knapczyk      | 19    | 1. Liveshow 16. April | 80er-Jahre                                |

### Resultate
| Platz | Pre-Voting 16. April | 1. Liveshow 16. April | 2. Liveshow 23. April | Halbfinale 30. April | Finale (Top 4) 7. Mai | Finale (Top 2) 7. Mai |
| ----- | -------------------- | --------------------- | --------------------- | -------------------- | --------------------- | --------------------- |
| 1     | Dominik 77,15 %      | Harry 25,03 %         | Harry 22,33 %         | Harry 34,13 %        | Harry 49,01 %         | Harry 73,10 %         |
| 2     | Emine 22,85 %        | Amber 15,72 %         | Melissa M. 18,37 %    | Amber 17,66 %        | Amber 21,17 %         | Amber 26,90 %         |
| 3     |                      | Gianni 11,22 %        | Amber 18,17 %         | Melissa M. 15,66 %   | Melissa M. 16,73 %    |                       |
| 4     | Melissa M. 11,14 %   | Gianni 13,02 %        | Gianni 15,47 %        | Gianni 13,09 %       |                       |                       |
| 5     | Dominik 10,59 %      | Melissa T. 9,82 %     | Dominik 10,28 %       |                      |                       |                       |
| 6     | Din 8,93 %           | Dominik 7,20 %        | Melissa T. 6,80 %     |                      |                       |                       |
| 7     | Melissa T. 5,81 %    | Din 6,66 %            |                       |                      |                       |                       |
| 8     | Tina 4,48 %          | Tina 4,43 %           |                       |                      |                       |                       |
| 9     | Abigail 4,38 %       |                       |                       |                      |                       |                       |
| 10    | Domenico 2,70 %      |                       |                       |                      |                       |                       |

### 1. Liveshow
Die erste Liveshow fand am 16. April 2022 unter dem Motto der 80er-Jahre statt. Gastjuror war Thomas Anders. Zu Beginn der Show duellierten sich Emine Knapczyk und Dominik Simmen um den letzten Platz in den Top 10 und sangen zusammen Rebel Yell von Billy Idol. Die Zuschauer wählten Dominik Simmen in die Top 10. Am Ende der Show schieden Abigail Nova Campos und Domenico Tarantino aus.
|  | Endz. | Name                | Alter | 1. Interpret, Lied                                     | 2. Interpret, Lied                                     | Bemerkung     | Platzierung | Platzierung Pre-Voting |
|  | ----- | ------------------- | ----- | ------------------------------------------------------ | ------------------------------------------------------ | ------------- | ----------- | ---------------------- |
|  | 01    | Melissa Turan       | 24    | Michael Jackson – Beat It                              | Michael Jackson – Beat It                              | weiter        | 7 0(5,81 %) |                        |
|  | 02    | Abigail Nova Campos | 18    | Whitney Houston – I Wanna Dance with Somebody          | Whitney Houston – I Wanna Dance with Somebody          | ausgeschieden | 9 0(4,38 %) |                        |
|  | 03    | Gianni Laffontien   | 17    | Johnny Logan – Hold Me Now                             | Johnny Logan – Hold Me Now                             | weiter        | 3 (11,22 %) |                        |
|  | 04    | Domenico Tarantino  | 25    | Michael Sembello – Maniac                              | Michael Sembello – Maniac                              | ausgeschieden | 10 (2,70 %) |                        |
|  | 05    | Amber van den Elzen | 21    | Richard Marx – Right Here Waiting                      | Richard Marx – Right Here Waiting                      | weiter        | 2 (15,72 %) |                        |
|  | 06    | Din Omerhodzic      | 25    | Herbert Grönemeyer – Halt mich                         | Herbert Grönemeyer – Halt mich                         | weiter        | 6 0(8,93 %) |                        |
|  | 07    | Tina Umbricht       | 23    | Kim Wilde – Kids in America                            | Kim Wilde – Kids in America                            | weiter        | 8 0(4,48 %) |                        |
|  | 08    | Harry Laffontien    | 21    | Michael Bolton – How Am I Supposed to Live Without You | Michael Bolton – How Am I Supposed to Live Without You | weiter        | 1 (25,03 %) |                        |
|  | 09    | Melissa Mantzoukis  | 18    | Bonnie Tyler – Holding Out for a Hero                  | Bonnie Tyler – Holding Out for a Hero                  | weiter        | 4 (11,14 %) |                        |
|  | 10 11 | Dominik Simmen      | 23    | Billy Idol – Rebel Yell                                | A-ha – Take On Me                                      | weiter        | 5 (10,59 %) | 1 (77,15 %)            |
|  | 12    | Emine Knapczyk      | 18    | Billy Idol – Rebel Yell                                | –                                                      | ausgeschieden | –           | 2 (22,85 %)            |

### 2. Liveshow
Die zweite Liveshow fand am 23. April 2022 unter dem Motto Movie-Night statt. Gastjurorin war Sarah Engels. Am Ende der Show schieden Tina Umbricht und Din Omerhodzic aus.
|  | Endz. | Name                | Alter | Interpret, Lied                                                              | Bemerkung     | Platzierung |
|  | ----- | ------------------- | ----- | ---------------------------------------------------------------------------- | ------------- | ----------- |
|  | 01    | Melissa Turan       | 24    | Christina Aguilera, Lil’ Kim, Mýa & Pink – Lady Marmalade Film: Moulin Rouge | weiter        | 5 0(9,82 %) |
|  | 03    | Gianni Laffontien   | 17    | Roy Orbison – Oh, Pretty Woman Film: Pretty Woman                            | weiter        | 4 (13,02 %) |
|  | 05    | Amber van den Elzen | 21    | Bradley Cooper & Lady Gaga – Shallow Film: A Star Is Born                    | weiter        | 3 (18,17 %) |
|  | 06    | Din Omerhodzic      | 25    | Patrick Swayze – She’s Like the Wind Film: Dirty Dancing                     | ausgeschieden | 7 0(6,66 %) |
|  | 07    | Tina Umbricht       | 23    | Sofia Karlberg – Crazy in Love (Remix) Film: Fifty Shades of Grey            | ausgeschieden | 8 0(4,43 %) |
|  | 08    | Harry Laffontien    | 21    | Taron Egerton – I’m Still Standing Film: Sing                                | weiter        | 1 (22,33 %) |
|  | 09    | Melissa Mantzoukis  | 18    | Loren Allred – Never Enough Film: Greatest Showman                           | weiter        | 2 (18,37 %) |
|  | 10    | Dominik Simmen      | 23    | Linkin Park – What I’ve Done Film: Transformers                              | weiter        | 6 0(7,20 %) |

### 3. Liveshow
Die dritte Liveshow fand am 30. April 2022 unter dem Motto The Power of Love statt. Gastjuror war Joachim Llambi. Am Ende der Show schieden Dominik Simmen und Melissa Turan aus.
|  | Endz. | Name                | Alter | Einzelsong                                                    | Duett                                                           | Bemerkung     | Platzierung |
|  | ----- | ------------------- | ----- | ------------------------------------------------------------- | --------------------------------------------------------------- | ------------- | ----------- |
|  | 01    | Melissa Turan       | 24    | Jessie J – Domino                                             | Michael Bublé – Feeling Good                                    | ausgeschieden | 6 0(6,80 %) |
|  | 03    | Gianni Laffontien   | 17    | Elvis Costello – She                                          | Michael Bublé – Feeling Good                                    | weiter        | 4 (15,47 %) |
|  | 05    | Amber van den Elzen | 21    | Eagles – Desperado                                            | John Travolta & Olivia Newton-John – You’re the One That I Want | weiter        | 2 (17,66 %) |
|  | 10    | Dominik Simmen      | 23    | Kings of Leon – Use Somebody                                  | John Travolta & Olivia Newton-John – You’re the One That I Want | ausgeschieden | 5 (10,28 %) |
|  | 08    | Harry Laffontien    | 21    | Percy Sledge – When A Man Loves A Woman                       | Calum Scott feat. Leona Lewis – You Are The Reason              | weiter        | 1 (34,13 %) |
|  | 09    | Melissa Mantzoukis  | 18    | Naughty Boy, Beyoncé & Arrow Benjamin – Runnin’ (Lose It All) | Calum Scott feat. Leona Lewis – You Are The Reason              | weiter        | 3 (15,66 %) |

### 4. Liveshow (Finale)
Die 4. Liveshow fand am 7. Mai 2022 statt. Gastjuror war erneut Joachim Llambi. Der diesjährige Siegersong heißt Someone to You. Gianni Laffontien und Melissa Mantzoukis schieden nach ihrem zweiten Song per Zuschauervoting aus. Amber van den Elzen und Harry Laffontien duellierten sich um den Sieg und durften beide mit ihrer jeweils eigenen Version des Siegersongs auftreten. Sieger wurde mit 73,10 % der Stimmen Harry Laffontien.
|  | Endz. | Name                | Alter | 1. Interpret, Lied Staffelhighlight                          | 2. Interpret, Lied Lieblingssong                    | Platzierung 1. Voting | Bemerkung     | 3. Interpret, Lied Siegersong        | Platzierung 2. Voting | Bemerkung       |
|  | ----- | ------------------- | ----- | ------------------------------------------------------------ | --------------------------------------------------- | --------------------- | ------------- | ------------------------------------ | --------------------- | --------------- |
|  | 03    | Gianni Laffontien   | 17    | Tom Jones – It’s Not Unusual                                 | Elvis Presley – Burning Love                        | 4 (13,09 %)           | ausgeschieden | –                                    | –                     | –               |
|  | 05    | Amber van den Elzen | 21    | Haley Reinhart – House Of The Rising Sun                     | Dolly Parton & Kenny Rogers – Islands in the Stream | 2 (21,17 %)           | weiter        | Amber van den Elzen – Someone To You | 2 (26,90 %)           | Zweitplatzierte |
|  | 08    | Harry Laffontien    | 21    | Jackie Wilson – (Your Love Keeps Lifting Me) Higher & Higher | Simply Red – If You Don’t Know Me by Now            | 1 (49,01 %)           | weiter        | Harry Laffontien – Someone To You    | 1 (73,10 %)           | Sieger          |
|  | 09    | Melissa Mantzoukis  | 18    | David Guetta feat. Emeli Sandé – What I Did for Love         | Demi Lovato – Stone Cold                            | 3 (16,73 %)           | ausgeschieden | –                                    | –                     | –               |

## Quoten
| Folge | Wettbewerb     | Erstausstrahlung     | Zuschauerzahl | Einschaltquote |
| ----- | -------------- | -------------------- | ------------- | -------------- |
| 01    | Castings       | Sa, 22. Januar 2022  | 2,65 Mio.     | 9,0 %          |
| 02    | Castings       | Di, 25. Januar 2022  | 2,29 Mio.     | 7,8 %          |
| 03    | Castings       | Sa, 29. Januar 2022  | 2,33 Mio.     | 8,0 %          |
| 04    | Castings       | Di, 1. Februar 2022  | 2,27 Mio.     | 7,9 %          |
| 05    | Castings       | Sa, 5. Februar 2022  | 2,49 Mio.     | 8,7 %          |
| 06    | Castings       | Sa, 12. Februar 2022 | 1,73 Mio.     | 6,4 %          |
| 07    | Castings       | Sa, 19. Februar 2022 | 1,74 Mio.     | 6,2 %          |
| 08    | Castings       | Sa, 26. Februar 2022 | 1,79 Mio.     | 6,6 %          |
| 09    | Castings       | Sa, 5. März 2022     | 1,91 Mio.     | 7,1 %          |
| 10    | Castings       | Sa, 12. März 2022    | 1,73 Mio.     | 6,2 %          |
| 11    | Italien-Recall | Sa, 19. März 2022    | 1,64 Mio.     | 6,2 %          |
| 12    | Italien-Recall | Sa, 26. März 2022    | 1,59 Mio.     | 6,2 %          |
| 13    | Italien-Recall | Sa, 2. April 2022    | 1,47 Mio.     | 5,3 %          |
| 14    | Italien-Recall | Sa, 9. April 2022    | 1,45 Mio.     | 5,4 %          |
| 15    | Live-Shows     | Sa, 16. April 2022   | 1,31 Mio.     | 5,8 %          |
| 16    | Live-Shows     | Sa, 23. April 2022   | 1,54 Mio.     | 6,0 %          |
| 17    | Live-Shows     | Sa, 30. April 2022   | 1,58 Mio.     | 6,9 %          |
| 18    | Finale         | Sa, 7. Mai 2022      | 1,87 Mio.     | 8,4 %          |